# 后生叶下珠
后生叶下珠（学名：Phyllanthus dongfangensis）为大戟科叶下珠属下的一个种。

## 扩展阅读
- 維基物種上的相關：后生叶下珠